# 白沙村姦殺女童藏屍案
白沙村姦殺女童藏屍案是指2002年12月香港發生的一樁命案，事件造成兩名年齡分別為10歲及11歲的女童死亡，以及3名年齡分別為5歲、3歲、1歲半的幼童和38歲的兇手燒傷。居住於元朗白沙村的兇手唐永強疑因不滿妻子另結新歡，欲向妻子報復，他認為只要殺害5名與他有血緣關係的人，然後自殺，就可以施以邪術向妻子報復。女童陳諾雯及嚴佩珊先後遇害，且被姦污屍體。唐永強其後挾持自己的3名年幼子女，企圖引爆石油氣同歸於盡，但被警方及消防員破門入屋救出，因而揭發兇案。2004年2月25日，高等法院裁定唐永強2項謀殺和1項企圖謀殺罪名成立，法官判處唐永強2次終身監禁及入獄8年，3項控罪的刑期同期執行。

## 揭發案件
2002年12月4日，警方接獲11歲女童陳諾雯的家人報案，指陳諾雯於當天晚上7時許向家人表示有同學給她一張抽獎卡，需外出往元朗廣場的「Yes Stations」店舖抽獎，並承諾在半小時之後回家，惟直到晚上10時仍未回家，且音訊全無。警方認為事態嚴重，由重案組負責偵查案件，之後在其住所檢走1部電腦磁碟機尋找線索，並於元朗區張貼尋人告示，呼籲市民提供資料，巡邏警員亦帶同陳諾雯的照片等資料四处搜尋。同年12月19日，警方再度接獲女童失蹤案件，10歲女童嚴佩珊的家人稱，嚴佩珊平日會在傍晚6時自行放學回家，惟當天晚上9時仍未到家，並透露嚴佩珊曾經在街上遇到一名男子向她搭訕，帶她到公園及遊戲機中心玩樂，並有意相約她到該男子的寓所玩遊戲機。警方懷疑兩名女童被同一歹徒拐走，派出大批警員到區內作地毯式搜索。
2002年12月20日，警方接獲一名女子報案，指其姊夫唐永強揚言要與3名子女同歸於盡，警員及消防員到達白沙村現場，唐永強將3名子女綑綁屋內與警方對峙，要求與正在分居的妻子見面，需派出談判專家到場遊說。晚上6時42分，警方聯同消防員破門入屋，唐永強欲點火引爆石油氣，引起閃燃，與3名子女一同被燒傷，送院救治。之後警方於屋內搜查時，發現衣櫃內有一具身穿整齊運動校服，被床單包裹並用尼龍繩綑綁的女童屍體，其後證實是日前失蹤的女童嚴佩珊，且曾經被性侵犯，同時在唐永強住所對面的一間石屋內檢獲嚴佩珊的書包和運動鞋，以及一些懷疑是另一名失蹤女童陳諾雯喜歡的閃卡，因此不排除兩女童的失蹤是有關連。此外，探員發現一包已經使用了約五分之一的水泥，懷疑陳諾雯被埋屍，於是擴大搜索範圍，再出動光纖搜查器，利用光纖伸入細微縫隙中探測，翌日中午在屋旁的沙井發現一具赤裸女童屍體蜷伏在井底，證實是較早前失蹤的女童陳諾雯。因此，唐永強被控2項謀殺和1項企圖謀殺罪，案件於2004年2月10日在香港高等法院審理（案件編號：HCCC 176/2003）。

## 審訊

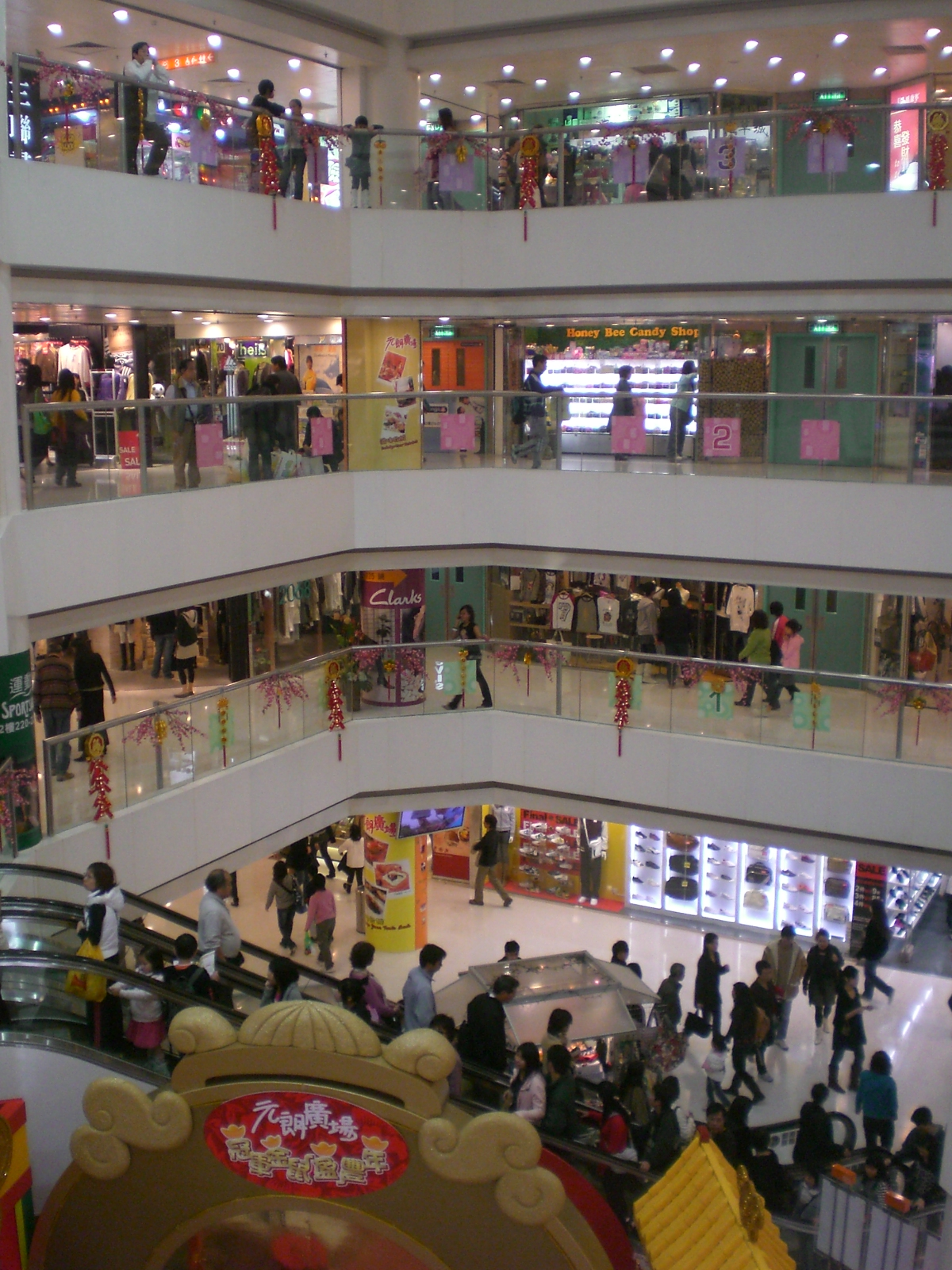
女童陳諾雯於2002年12月4日在「Yes Stations」位於元朗廣場2樓236號的商舖外遇上唐永強，當天晚上在唐永強的寓所被殺。

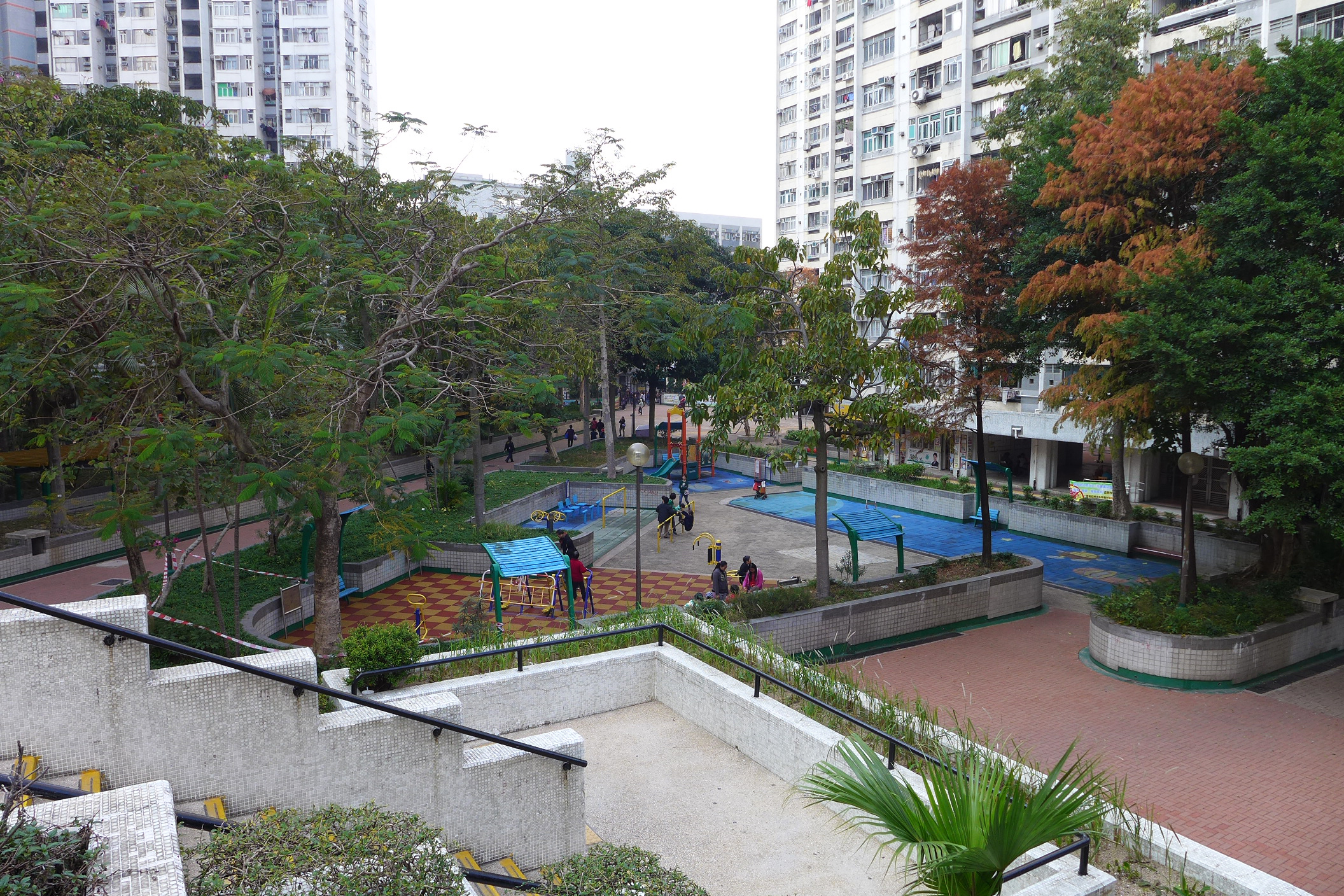
女童嚴佩珊於2002年11月在朗屏邨的公園認識了唐永強，其後於2002年12月20日在唐永強的寓所被殺。

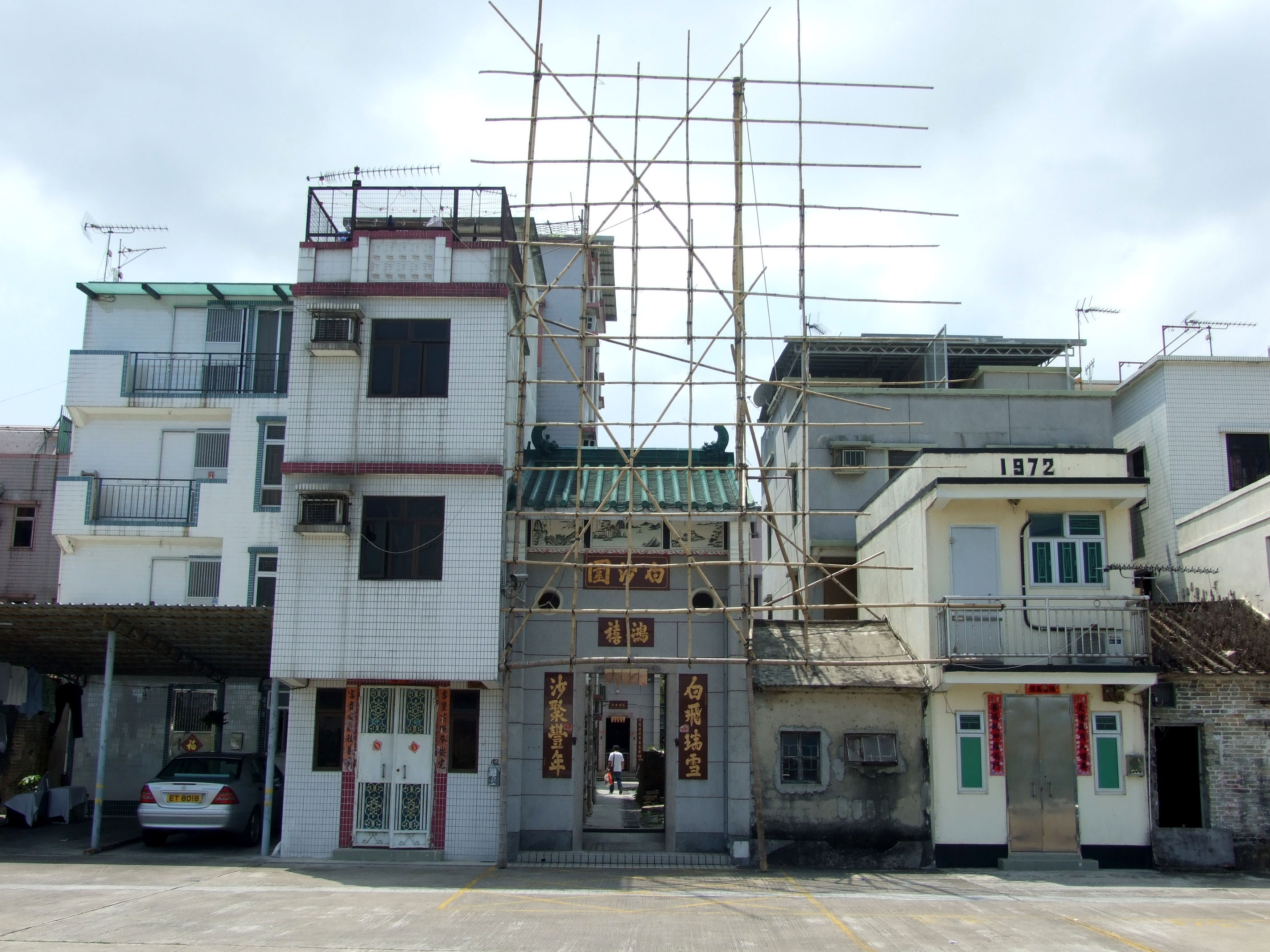
白沙村是元朗區十八鄉的其中一條圍村，上圖為白沙村的圍門，而唐永強的寓所則位於村內的偏僻位置。

### 開案陳詞
副刑事檢控專員陸貽信在法庭上表示，案中兩名遇害女童分別是10歲的嚴佩珊及11歲的陳諾雯，警方於2002年12月20日在被告唐永強位於白沙村寓所閣樓的衣櫃內發現嚴佩珊的屍體，當時嚴佩珊被3條紅色尼龍繩綑綁，臉部、頸項及下體多處出現擦傷及瘀傷，內褲上有大量血跡，陰道有被告的精液，陰部多處受重創。經法醫檢驗後證實她死於窒息，已死去約1至半天，屍體已呈現屍斑，警方同時在衣櫃內找到一幅被告妻子樊柳珊的全身生活照，照片被5顆鐵釘釘在木板上，並寫上「樊柳珊，生忌一九八零年八月一日」的字樣。而陳諾雯的屍體則於2002年12月21日被發現在被告寓所附近一個被新铺垫的水泥覆盖、並以木板及冷氣機壓着的沙井内。她全身赤裸，蜷伏在井底，半身浸在污水中，身體向右打側，頭部抵住井身，身上黏有一層已凝固的水泥和只有右手腕上帶著其父親送贈的手錶。由於屍身已被蛆蟲侵蝕至嚴重腐爛發脹，打捞上來時導致其中一隻手臂甩脫，法醫亦估計陳諾雯已遇害約1至2星期，但無法確定其死因。
控方表示唐永強於案發時的年齡為38歲，與妻子樊柳珊育有1子2女，1998年起居住於案發單位，樊柳珊後來另結新歡，並於2002年12月1日遷出白沙村寓所，因此樊柳珊的母親及2名妹妹每週會前往探望被告及其3名子女。而唐永強亦經常致電分居的妻子，並向小姨樊翠瑩表示要殺害5人（2名女童及3名子女），向妻子報復。2002年12月20日，唐永強致電妻子，聲言已經殺死一名女童，並表示因會引爆石油氣和子女同歸於盡，要求妻子回家見面。警方接報到場，發現被告關閉了兩層高寓所的所有門窗，並以報紙遮蓋，談判專家與被告商談3小時期間，被告不斷要求與妻子見面，否則會引爆石油氣，警方決定採取行動，破門入屋拯救3名被挾持的幼童。此時單位內發生爆炸，警員在閣樓的其中一個房間發現被告和3名子女，被告企圖將火撥向警員及消防員，最終被制服。被告在醫院接受治療期間，向警員承認自己以枕頭悶死案中遇害的兩名女童，然後強姦兩屍體，並強調自己「絕非變態色魔」，而是在泰國學了邪術，只要殺死5名與自己有血緣關係的人，然後自殺，就會怨氣沖天，可驅使鬼魂向妻子報復。

### 證人作供
被告唐永強的妻子樊柳珊出庭作供時承認，在1991年自己11歲時已與唐永強同居，當時唐永強已婚並有1子，而唐永強的前妻也因其介入而離去，其後樊柳珊為他誕下3名子女，兩人於1999年正式註冊結婚。兩夫妻曾拍檔經營運輸生意，但於1999年因生意不景，兩人關係開始變差，樊柳珊更在2002年初到旺角一間卡拉OK當公關以幫補家計，後來她在該處另結新歡。2002年12月1日，唐永強因她遲不歸家而向她打罵，而她於當天決定搬離白沙村寓所，但遷出後仍有以電話聯絡過對方。樊柳珊亦形容唐永強平日十分疼惜子女，決不相信他會傷害子女。同時表示唐永強有看相的嗜好，也懂得一些法術，但一直不認為唐永強會以法術傷害別人，認為他是一個沒有殺傷力的相士，因此唐永強初時向她聲稱要多殺兩名女童，然後化成厲鬼向她報復時，她並沒有在意。樊柳珊初時否認多年前曾經移情別戀，直到辯方律師將唐永強在多年前所寫的信件呈堂後，樊柳珊才承認在懷有長子2、3個月的時候，曾經對唐永強不忠，其後唐永強寫下該信件，信中內容表示原諒了她。此外，樊柳珊表示知道唐永強在羈留期間寄出聖誕卡給3名子女，由社會福利署轉交，但她沒有看過有關的聖誕卡。
樊柳珊的妹妹樊翠瑩作供時表示，自從其姊樊柳珊離開唐永強後，覺得他很可憐，因此與唐永強保持聯絡，同時指出唐永強曾經多次向她表示若果妻子再不回家，便會與3名子女一起自殺，並多殺2人，湊夠5個人，便可施以邪術報復妻子。樊翠瑩發現唐永強寓所的窗全部密封，曾經想過他可能會做傻事，但同時覺得他只是過於傷心，不會付諸實行，而案發當天上午，唐永強在她的手機留言，要求她轉告平日經常往白沙村寓所採望3名子女的外母，不要到白沙村寓所，以免看到一些東西後會雞犬不寧，並要求外母盡快取走他飼養的雞隻。樊翠瑩曾經向唐永強查問究竟，但唐永強只是複述曾經說過的話，因此她沒有理會。曾經在案發現場與唐永強對話的警員吳丕簡表示，被告在引爆石油氣之前曾經從單位內拿出一些孩子的衣物，交予在屋外勸阻他的外母。吳丕簡上前勸阻，唐永強要脅會引爆石油氣，並表示妻子另結新歡，要求警員妻子樊柳珊叫前來對話。負責指揮行動的警司馬國華作供時表示，案發當時聽到屋內有敲擊聲，而樊翠瑩在屋外勸說唐永強時，屋內卻沒有回應，談判專家亦宣布談判破裂，他擔心屋內小童的安全，因此決定破門入屋。
負責在醫院看守唐永強的警員鍾志堅作供時表示，2002年12月22日下午3時50分，在病床上的唐永強突然表示自己不是變態色魔，是為了向妻子報復而殺人，更說自己曾經在泰國學邪術，只要殺死5個與自己有血緣關係的人，然後自殺，就會怨氣沖天，可以向妻子報復，同時透露自己已經殺了「阿雯」及「阿珊」兩名女童，但不知道女童的全名，並表示自己待兩名女童死後才姦屍，這樣既可減輕女童所受的痛苦，又可以與她們產生血緣關係。鍾志堅表示唐永強向他說出殺人的方法，兩名女童先後被唐永強帶回家，然後在睡床上用枕頭悶死女童，首先被殺的是「阿雯」，唐永強每殺一人後便致電給告知妻子樊柳珊，並表示樊柳珊叫他殺掉其他子女，唐永強認為妻子狠毒，因此要比妻子更加毒。負責破門入屋並發現女童屍體的消防員潘少龍表示，當日他以鐵筆撬門，屋內隨即傳出爆炸聲，他入屋後發現樓梯入口被木板封閉，上樓後看見兩個重疊的櫃堵塞房門，唐永強用石油氣罐向他們噴火，火勢被撲熄及救出3名受傷幼童後，他獨自在屋內搜查是否有其他傷者，意外地在衣櫃內發現一名遭棉被包裹的女童，該名女童頭髮披面，被紅色尼龍繩綑綁，他撥開女童的頭髮及抬高她的頭部作檢查，發現女童已經沒有呼吸和脈搏，於是通知上司。唐永強的外母黎佩儀作供時表示，沒有聽說唐永強將屍體藏於屋外沙井，但她於案發前到唐永強位於白沙村的寓所時，發現寓所的沙井用新的水泥圍住，並以木板及冷氣機壓着。

### 警誡供詞
負責在醫院向唐永強作會面紀錄的高級探員葉國良在庭上讀出唐永強的警誡供詞，表示唐永強透露女童是為了與他的子女玩耍才跟他回家。2002年12月4日晚上7時，唐永強與子女在元朗廣場抽閃卡期間結識了女童「阿雯」，亦跟他的子女一起玩閃卡，其後他要帶子女回家時，「阿雯」主動表示要跟他們回白沙村寓所玩閃卡，於是他帶著子女和「阿雯」乘計程車回白沙村。晚上8時，「阿雯」與唐永強的子女在屋內玩閃卡時，唐永強致電妻子，要求她回家，不然就會殺害「阿雯」，但妻子不為所動，還叫他毒死子女。故他向錄取口供的探員表示由於妻子不理會他，於是決定殺害「阿雯」，他以閣樓的電視機及電腦吸引「阿雯」上樓，之後在睡房的鐵床上用枕頭將「阿雯」悶死，期間「阿雯」雖然作出反抗，但氣力不及他，之後他脫下「阿雯」的褲子姦屍；以實行「五鬼復仇」巫術向數次對他不忠的妻子報復。姦屍後，他將「阿雯」全身衣服脫光，丟棄在屋外的沙井裡，翌日早上再以水泥將沙井的蓋子封好避免傳出腐臭味，晚上再把「阿雯」的衣服丟棄到白沙村垃圾站。此外，早於2002年11月，唐永強陪子女到朗屏邨公園時已結識了女童「阿珊」，並互相交換了電話號碼，「阿珊」更曾在案發前兩度前往他的寓所。同年12月19日早上，「阿珊」致電相約唐永強在放學後到雞地小巴站集合去暴龍樂園玩耍，但見面後「阿珊」卻改變計劃，想去他家中玩耍，所以他在晚上6時半帶了「阿珊」回白沙村，期間他以枕頭將「阿珊」悶致暈倒，但仍有呼吸，然後致電妻子表示會殺5個人來報復她，但妻子向唐永強表示即使他毒死全部子女也不會理會他，他於是將「阿珊」悶死。他表示「阿珊」初時以為他用枕頭跟她玩耍，因此沒有反抗，惟後來已經無力反抗。唐永強表示兩名女童年紀太小，不想她們受痛苦，因此把她們殺死後才姦屍，藉以產生血緣關係。完成錄取口供後，唐永強向探員表示想法官判自己死刑。

### 被告自辯
被告唐永強於2004年2月17日出庭自辯時，承認自己殺人及姦屍的罪行，但堅決否認自己是為了施展邪術而殺人，稱「五鬼復仇」只是希望能令妻子回心轉意回到家中；他亦指自己在兩度殺害女童前均在電話中與妻子吵架，令他情緒失控而殺人，同時將殺人原因歸咎於社會福利署及兩名遇害女童。唐永強聲稱在2002年12月4日晚上7時許，與子女一起在元朗廣場抽閃卡期間結識了女童陳諾雯，陳諾雯主動登上他們回家的計程車，堅持要跟他回家玩遊戲機，當時他因為妻子離家出走，心情欠佳，因此沒有阻止陳諾雯。回到白沙村寓所後，唐永強上樓致電妻子要求她回家但被拒絕，感到十分沮喪。陳諾雯在地下與他的3名子女玩耍，後來走上閣樓向他索取金錢，稱要乘坐計程車回家，唐永強表示當時給陳諾雯港幣30元，但陳諾雯表示不夠，再多要30元，同時強行拿走閃卡，並拿起電話威脅唐永強如果不給她閃卡，就致電回家指控唐永強拐帶她。唐永強在情急之下用手掐著陳諾雯的頸部，他回復清醒後發現陳諾雯已死亡，感到害怕，故先用棉被蓋陳諾雯的屍體放在樓上，再陪3名子女一起在樓下睡覺，翌日晚上再將屍體丟進沙井並用水泥封口。陳諾雯被殺後不久，社會福利署約見唐永強，表示唐永強離婚後，未必可以取得子女撫養權，唐永強表示此言論刺中他的致命傷，自此之後他終日惶恐3名子女被人搶走。同年12月19日黃昏，唐永強在電話中與妻子吵架後，女童嚴佩珊突然出現在家中，並要求他給予金錢及送她回家，他因心情欠佳而沒有理會，期間好像聽到嚴佩珊說要帶走他的2名子女，使他情緒失控一手將嚴佩珊按在床上，一手用枕頭蓋在她的臉上，心中只想「你想搶走我的子女，與別的男人上床，我要殺死你」，在回復清醒後發現嚴佩珊已經死亡，自己已經姦了屍，因此唐永強將嚴佩珊的屍體用被單包好藏進衣櫃，並將石油氣搬入房間，又餵給子女飲下放有安眠藥的牛奶，他就服食餘下的安眠藥，惟他們不勝藥力而相繼入睡。至12月20日當天，唐永強從安眠藥藥力中醒來後致電妻子表示會殺死子女，不久發現其外母及警察在寓所外，因此在無意識下扭開了石油氣開關，並將子女和自己綑綁石油氣罐上，當他仍考慮是否自殺時，其兒子碰巧拾到打火機並燃點，引起爆炸。唐永強又指控警方捏造自己留院時所作的供詞，並表示當日警員揚言要打他及向他罵粗言穢語，使他說出部分案情。

### 專家證供
2004年2月19日，控辯雙方分別傳召精神科醫生以專家證人身份作供，辯方精神科醫生周樂怡表示在2004年1月20日與被告唐永強會面，當時唐永強表示要在案發審結後自殺，周樂怡稱唐永強在首任妻子離開他之後，曾經患上抑鬱症，其後結識樊柳珊並成為夫妻，惟二人關係欠佳，樊柳珊嗜賭及經常夜歸，絕少照顧3名子女，後來唐永強懷疑妻子對他不忠且將性病傳染給他，與妻子大吵一場並初次對她動粗，導致妻子離家出走。而唐永強自妻子離家後開始出現抑鬱症狀，包括情緒低落及不能處理日常事務，他雖然不斷致電妻子求她返家，但連番被拒，故進一步出現自殺及他殺念頭。後來，唐永強再致電妻子要求她回家，並揚言要殺死3名子女，卻被妻子恥笑，當時女童陳諾雯站在旁邊，唐永強突然大怒，用手臂箍她的頸直至窒息。周樂怡表示唐永強在案發時腦海一片空白，不知道自己何要這樣做；而女童嚴佩珊也是在唐永強與妻子通電話吵架後，突然被唐永強用枕頭悶死，唐永強聲稱當時只想着有人要帶走他的子女，後來他發現嚴佩珊的下體有血，才知道自己已經姦污屍體，他表示不知道自己何要這樣做。周樂怡認為唐永強因為婚姻問題而患上抑鬱症，將對妻子的怒意發洩在兩名遇害女童身上，亦有意與3名子女同歸於盡，並認為唐現時仍患有輕度抑鬱症。控方精神科醫生雷聲响則認為唐永強沒有抑鬱症，表示唐永強雖然情緒低落，出現失眠及食慾不振等情況，但沒有過份地失去自信、自責、感覺罪咎、軟弱或躊躇，也沒有持續至少2周出現該等症狀，而抑鬱症不會使人傾向殺人。對於唐永強自辯時表示忘記了殺人經過，雷聲响認為情況極端罕見，因為唐永強沒有癲癇、酗酒，腦部也沒有受損，即使因驚嚇造成失憶，也會康復，在精神學角度上難以評論唐永強的情況。

### 結案陳詞
控辯雙方於2004年2月23日結案陳詞，控方指出被告唐永強是為了向另結新歡的妻子報復而殺人，且被「五鬼復仇」的奇怪信仰誤導，無論此意念實際上是否可行，唐永強確實執行了殺人計劃，主控官陸貽信在陳詞時表示，唐永強曾經向妻子及小姨提及殺人意念，在醫院甦醒後亦向警員作出同樣招認，而唐永強在妻子的照片上用鐵釘釘住頭部及四肢，顯示他對妻子存在恨意，證明他有意圖殺人。至於唐永強自辯時聲稱陳諾雯要脅要取走他的閃卡、嚴佩珊聲言要帶走他的子女，使他感到受挑釁而失去理智殺人，陸貽信指出唐永強在此案審訊前，從來沒有向警方或辯方精神科醫生透露這個說法，認為只是唐永強為了開脫其殺人意圖而在庭上虛構的情節。唐永強雖然揚言自殺，但其實已包括連子女也殺害，他在案發當天將自己及3名子女困在放置石油氣罐的房間內，足以證明他有意圖殺害3名子女，因此要求陪審團以常識去判斷，裁定唐永強有罪。辯方大律師在陳詞時指唐永強的妻子是「紅顏禍水」，唐永強自從妻子離家出走後便患上抑鬱症，且要獨力照顧3名子女，在絕望之下才會異想天開，以「五鬼復仇」的言論恫嚇妻子回家，在一時失控下才會殺害2名女童，並表示唐永強不會逃避誤殺的刑責。

## 判決

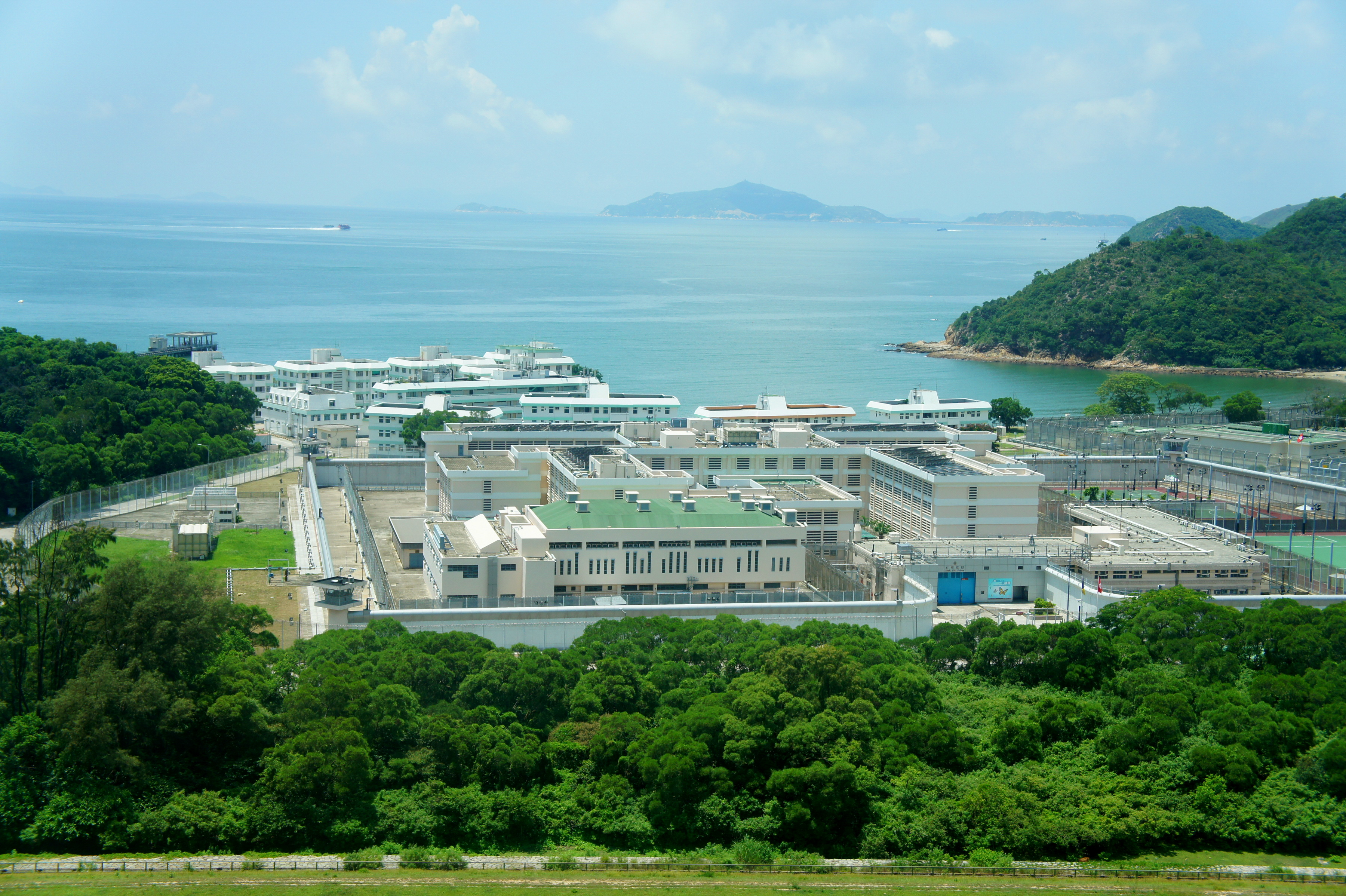
唐永強服刑的石壁監獄位於大嶼山，是一所高度設防的監獄。

2004年2月24日，主審法官高嘉樂引導陪審團裁決，表示控方精神科醫生認為唐永強沒有精神病或抑鬱症，抑鬱症不會提高殺人傾向，唐永強可能出於仇恨或為了向妻子報復而殺人，同時提醒陪審團，即使唐永強沒有精神病，他在案發時的情緒確實飽受壓力。另一方面，控方表示唐永強因不滿妻子離家出走而決定施展泰國巫術，殺死5名有血緣關係的人，然後自殺，使死者化為厲鬼向妻子報復，結果於2002年12月4日及19日先後殺害女童陳諾雯及嚴佩珊，並姦污屍身，其後於同年12月20日在白沙村寓所與警方對峙並引爆石油氣，企圖與3名子女同歸於盡，導致4人一同燒傷。高嘉樂表示由於唐永強已經承認殺害兩名女童，就兩項謀殺罪，陪審團只有三項選擇：第一，假如陪審團認為唐永強有意圖殺人，便可裁定唐永強謀殺罪名成立；第二，若相信被告的自辯屬實，認為唐永強是受到兩受害女童的行為挑釁而激怒了他才殺人，則裁定誤殺罪名成立；第三，即使認為唐永強沒有殺人意圖，仍屬誤殺，因為唐永強做了非法行為。而企圖謀殺一項，陪審團必須認為唐永強有殺人意圖，而且點火引致爆炸，才可裁定企圖謀殺罪成。
由4男3女組成的陪審團在退庭商議逾14小時後，以5比2比數裁定唐永強謀殺女童陳諾雯罪名成立，另外一致通過他謀殺女童嚴佩珊及企圖謀殺3名年幼子女罪名成立，主審法官高嘉樂就兩項謀殺罪判處唐永強2次終身監禁，而企圖謀殺罪則判處入獄8年，3項控罪的刑期同期執行。

## 各界反應

### 大眾評論
主審法官高嘉樂在判刑時表示，此案是一宗悲劇，唐永強意圖與3名子女同歸於盡，與一般同類案件不同，不是為了個人利益或向某人復仇的恐怖罪行，並指唐永強在處於絕望及情緒極度激動下企圖殺害子女，事實上唐永強並非痛恨子女，反是十分疼惜他們，但認為無論如何法庭必須嚴懲唐永強。時任香港特別行政區行政長官董建華對事件感到震驚及悲痛，指出此事件是殘暴行為，並對事主家人致以深切慰問；時任警務處處長曾蔭培表示，事件是「一個大的悲劇」，指此案屬個別事件；時任社會福利署署長林鄭月娥對事件感到震驚及心痛，並向受害女童家屬致以慰問。她表示署方曾接觸過唐永強，協助其解決夫婦感情問題，在過程中並未察覺到唐永強有兇殘的傾向，但她承認像類似的「恐怖事件，事前不一定完全能預測得到」，亦會接觸家屬及女童就讀的學校，研究如何提供輔導。
負責調查此案的偵緝高級督察姚本充對於兩名女童的遇害感到十分可惜。他憶述在首名受害女童失蹤時，元朗警區幾乎總動員尋人也無發現女童的蹤影，直至第2名受害女童嚴佩珊再告失蹤後，警方始在其電話簿內察覺到唐永強的電話號碼，才開始找到頭緒。姚本充形容唐永強對10來歲的女孩子特別有興趣，最初唐永強正是帶著與前妻所生，年僅約6歲的兒子到朗屏邨公園玩而結識當時年僅11歲的樊柳珊。由於他帶著小朋友，令他能夠減低女孩的警戒性，更容易接近目標。而唐永強再於2002年重施故技，帶同3子女去抽閃卡，誘騙陳諾雯與自己的子女玩，並將她帶到自己的住所。案件被揭發當日，警方在唐永強的房間及廳中的CD架上發現多本閃卡簿，𥚃面收藏了不同明星及卡通人物的閃卡，因此估計唐永強先利用自己的年幼子女去接近受害人，再以大量閃卡及電子遊戲機誘騙女童到其寓所玩耍。另外，警方對於唐永強供稱16歲時往赴泰國學得「五鬼復仇」巫術一說抱有懷疑，且出入境紀錄亦顯示，他過往未曾去過泰國，相信此供詞全屬謊話。
有白沙村村民表示，案發前經常與唐永強打麻將，認為他為人陰險，絕對沒有精神病，但當時並沒察覺有任何問題，因此在案件被揭發後感到十分意外和惡心，造成了心理陰影，並認為唐永強應被判終身監禁。
遇害女童嚴佩珊就讀的學校表示，學生知悉女童死訊後情緒大受影響，其中數名與嚴佩珊要好的同學情緒激動，需由社工及心理專家進行心理輔導跟進；而在另一名遇害女童陳諾雯就讀的學校，共有10多名學生及兩名家長要接受輔導。其中，一名與陳諾雯要好，曾經一起前往商場購買閃卡的女同學，失去好友後連續幾天哭泣及不能安眠，亦需進行心理輔導。案件被揭發後，元朗區內有大批家長湧到學校接放學，有家長表示以後會親自接送，甚至稱再也不會讓子女獨自上街，並會提醒子女提高警覺，不要隨便相信陌生人。
遇害女童陳諾雯生前是香港女子組合Twins的粉絲，Twins對於陳諾雯為了自己的閃卡而遇害感到難過，並出席陳諾雯的喪禮，同時致送他們各款已簽名的周邊產品作陪葬品。他們亦關注此案件，曾在公開活動時多次譴責孌童狂魔非常變態。
此案於2003年香港電台「十大哄動案件選舉」中排名第八位。

### 分析
犯罪學專家黃成榮及郭子鋒在其著作中對唐永強的犯罪行為作出分析，作者首先交代了唐永強的出生背景，唐永強出生於台灣，家庭頗為不俗，移居越南後因戰亂而家道中落，於1970年離家出走獨自偷渡往美國，期間因船隻擱淺而來到香港成為越南難民，1980年離開難民營後曾經任職工廠散工、小販、大廈管理員及運輸工人等。唐永強於1985年至1996年間，先後有8次案底，包括恐嚇勒索、吃霸王餐、遊蕩、拒捕、違反居留條例等犯罪前科，曾經入獄1年多。認識現任妻子樊柳珊時，樊柳珊只有11歲，與唐永強的年齡相差甚遠，他在2000年與妻子經營運輸生意，生意失敗後靠申領綜援過活，偶爾在元朗區附近販賣熟食，疑因此認識了案中2名遇害女童。唐永強在案發兩年多前租住位於白沙村的村屋，據鄰居表示，唐永強的家中設有電腦、VCD、木馬、滑梯等遊戲設施，不少村童曾經到他家中玩耍，唐永強更經常誘騙年約10歲的女童到他家中意圖不軌，在妻子勸告下才將各女童釋放。自從唐永強失業後，夫婦關係變得惡劣，其妻子更因另結新歡而離家出走。作者認為性格倔強的唐永強小時候因離家出走而流離失所，失去家庭溫暖且缺乏正統教育，唐永強喜歡年齡差異大的異性伴侶及喜愛性虐待，這些都是非一般人所喜愛和被社會規範所接受的行為，反映出他在追求與眾不同的喜好時，未能控制自身內在的動物性的衝動。分析認為唐永強的「超我」，未能夠控制好「本我」的戀父或戀母情意結，使他無法發展出傳統的道德標準，出現了偏差行為，甚至慢慢形成變態的人格，導致他犯下戀童及殺人的罪行。

## 傳聞
有白沙村的村民向傳媒表示，案發村屋已經荒廢多年，門上長滿植物，單位內不時有治鬼符咒及燒過的香燭，有人看見單位內無故有燈亮起，甚至看見有女童在案發村屋門前的空地玩耍，以及在深夜時分傳來女童的哭聲，使到村民不敢靠近案發村屋，而該村屋的業主更願意免其5年租金，希望有人繼續居住，讓村屋不會荒廢。後來有一名知悉村屋曾經發生命案的和尚入住，並於入住前為遇害女童打齋超渡，此後沒有再傳出鬧鬼。，此外，與唐永強一起在石壁監獄服刑的囚友向傳媒透露，唐永強經常說在監房裡見鬼。

## 改編作品
此案的部份情節曾被改編成電影及著作，包括2003年上映的電影《魔鬼屠夫》（又名：九龍的天空之魔鬼屠夫）（英語：The Devil Butcher）；2010年無綫電視劇集《刑警》「憶子成狂」單元；2016年出版的單元故事小說《變態殺人狂》的《血濃於水》單元；2022年电影《神探大戰》(被改為元朗屠夫案)。

## 外部連結
- HKSAR v. DUONG VINH CUONG（上訴法庭判詞）